# Superliga Carnavalesca do Brasil
A Superliga Carnavalesca do Brasil (Superliga), anteriomente Liga Independente das Escolas de Samba do Brasil (LIESB) é uma liga de carnaval que organiza os Desfiles das Escolas de Samba da Série Prata, Série Bronze e Grupo de Avaliação, que são realizados na Estrada Intendente Magalhães, na cidade do Rio de Janeiro.

## História
Após o clima intenso que envolveu a AESCRJ com brigas internas entre presidentes e a LIERJ administrando temporariamente este grupo, doze das quatroze agremiações da Série B decidiram fundar a LIESB no intuito de se unir e dar credibilidade à Série B. Entretanto outras agremiações decidiram se filiar à ACSN, outra liga criada para cuidar dos interesses dos demais grupos, além de algumas agremiações da própria Série B. Mesmo ainda não sendo oficializada, definiu sua primeira ordem de desfile em maio de 2015. No que ocorreu meses depois, fazendo com que cause um reboliço nos desfiles da Intendente, já que a entidade também teve algumas escolas dos outros grupos filiadas.
Numa reunião realizada na sede da RioTur foi definido em consenso que a LIESB somente ficaria responsável pela Série B, fazendo com que as agremiações vindas dos Grupos C, D e E para a entidade, fossem reintegradas à Samba é Nosso, que passou a comandar esses grupos.
Em Outubro de 2016, com o fim da Samba é Nosso, foi definido que as Séries C, D e E passariam a ser administradas pela LIESB.
Depois do carnaval de 2017, Gustavo Barros, ex-presidente da Unidos da Ponte, assumiu a presidência da entidade em substituição a Heitor Fernandes. Em reunião plenária, realizada no fim de julho de 2017, ficou decidida a mudança de nome da entidade passando de Liga Independente das Escolas de Samba da Série B para Liga Independente das Escolas de Samba do Brasil.
Em 2019, a LIESB desistiu de administrar os desfiles da Série E, devido não poder repartir a subvenção nesse grupo, com isso foi repassado esse grupo para ACAS e foi especulado que também a 
organizaria o Carnaval de Juiz de Fora, isso depois de brigas entre o poder público e a LIESJUF, entretanto ficou apenas como boato e insatisfeitos com a falta de transparência da gestão da entidade em que no anos anteriores, com resultados duvidosos e a não prestação de contas, fez com que oito presidentes, se separam e resolvem fundar a LIVRES.
Entretanto a entidade mudou de presidente: saindo Gustavo Barros e entrando Clayton Ferreira, que já como novo mandatário criou e as escolas de samba filiadas aprovaram o "Grupo Especial da Intendente Magalhães", oriundo da fusão das Séries B e C além da Série D que passa a ser chamar "Grupo de Acesso da Intendente Magalhães" e com o fim da subvenção as escolas de samba que desfilam no Sambódromo, as agremiações Grupo Especial e Acesso da Intendente tiveram sua subvenção triplicada pela prefeitura e a poucas semanas do carnaval, ficou decidido que as escolas de samba do segundo dia do Grupo Especial da Intendente Magalhães desfilam primeiramente e logo em seguida, as escolas de samba da LIVRES. além disso devido ao racha, o juri ficou por conta da Riotur.
Numa plenária realizada depois, foi definido que as seis dissidentes foram em votação unânime, excluídas da entidade, assim como o retorno do agora Grupo de Avaliação e após mudanças que compactuaram com a extinção da LIERJ e a entrada da LIGA RJ, dirigentes das escolas de samba da então LIESB decidiram em plenária, que a entidade passa a ser chamada de Superliga.
Em plenária realizada no dia 18 de maio de 2023 a Superliga Carnavalesca do Brasil apresentou sua nova diretoria para o Carnaval 2024.
Pedro Silva assume a presidência da entidade que comandará os desfiles das Séries Prata, Bronze e Avaliação. Pedro substitui Clayton Ferreira, que se ausentou do comando da Liga ao assumir o cargo de Secretário Executivo da Frente Parlamentar do Carnaval.

## Presidentes
| #  | Nome                    | Início | Término |
| 1º | Heitor Fernandes        | 2016   | 2017    |
| 2º | Gustavo Barros          | 2017   | 2019    |
| 3º | Clayton Ferreira        | 2019   | 2023    |
| 4º | Pedro Henrique da Silva | 2023   | 2024    |
| 5º | Luiz Vinícius Macedo    | 2025   |         |